# María del Pilar de Bavière
María del Pilar de Bavière (en allemand : Maria del Pilar von Bayern, en espagnol : María del Pilar de Baviera) est née le 15 septembre 1912 à Madrid et morte le 9 mai 1918 dans la même ville. Quatrième et dernier enfant du prince Ferdinand-Marie de Bavière et de l'infante Marie-Thérèse d'Espagne, elle porte, par décision de son oncle le roi Alphonse XIII, le titre d'infante d'Espagne en plus de celui de princesse de Bavière.

## Biographie

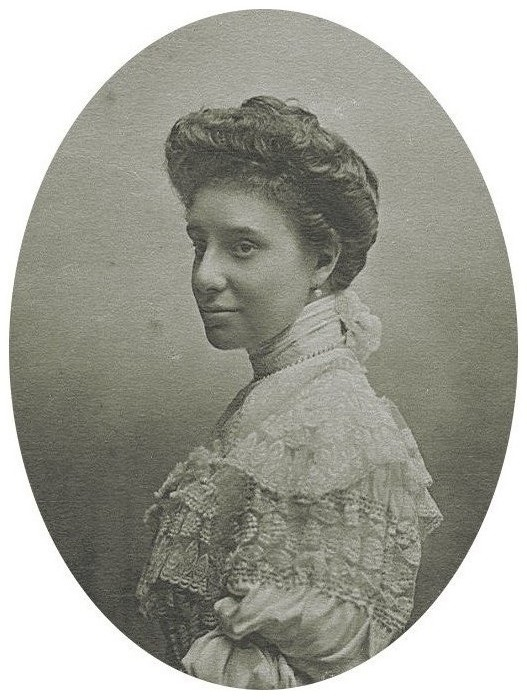
L'infante Marie-Thérèse.

María del Pilar est la fille du prince Ferdinand-Marie de Bavière et de l'infante Marie-Thérèse d'Espagne,. Par son père, ses grands-parents sont le prince Louis-Ferdinand de Bavière et l'infante María de la Paz d'Espagne, fille de la reine Isabelle II ; par sa mère, elle est la petite-fille du roi Alphonse XII d'Espagne et de l'archiduchesse Marie-Christine d'Autriche, régente durant la minorité de son fils, Alphonse XIII. Les parents de María del Pilar sont donc cousins germains, tout comme ses grands-parents paternels. Avant sa naissance, le roi d'Espagne a décrété que l'enfant à naître jouirait des prérogatives d'infant d'Espagne.
Sa mère meurt huit jours après la naissance de l'infante María del Pilar, sans s'être remise de l'accouchement, tout comme sa sœur María de las Mercedes, princesse des Asturies, huit ans avant elle. Le 28 septembre 1912, l'infante est baptisée dans la plus stricte intimité, en raison de la mort récente de sa mère. Ses parrain et marraine sont Luitpold de Bavière, alors régent de Bavière, et Aldegonde de Bavière, duchesse douairière de Modène,.
La courte vie de María del Pilar se déroule principalement dans le palais de son père sur la Cuesta de la Vega, près du palais d'Orient à Madrid. L'infante a trois frères et sœur aînés, Louis-Alphonse, Joseph-Eugène et María de las Mercedes. En 1914, son père s'unit en secondes noces avec María Luisa de Silva y Fernández de Henestrosa (es), qui reçoit, à l'occasion de leur mariage, le titre de duchesse de Talavera de la Reina. Leur union reste sans descendance.
María del Pilar meurt prématurément des suites d'une méningite, à Madrid, le 9 mai 1918, quelques mois avant son sixième anniversaire. Elle est inhumée dans le panthéon des Infants du monastère de l'Escurial,.